# Fenerbahçe İstanbul (Frauenvolleyball)
Fenerbahçe Opet Bayan Voleybol Takımı (kurz: Fenerbahçe) ist ein türkischer Volleyballverein und repräsentiert die Frauen-Volleyballabteilung des Sportvereines Fenerbahçe SK aus Istanbul.

## Geschichte
Im Jahre 1928 wurde die Frauen-Volleyballabteilung des Fenerbahçe SK zum ersten Mal gegründet und ein Jahr später, aufgrund fehlender Gegner, aufgelöst. 1954 wurde die Frauen-Volleyballabteilung in Zusammenarbeit mit dem Çamlıca Mädchengymnasium (Çamlıca Kız Lisesi) wieder gegründet. Diese Kooperation beinhaltete auch eine Frauen-Basketballabteilung. Am 24. August 2011 gab Fenerbahçe SK bekannt, den Sponsoren- und Namensvertrag mit der Krankenhauskette Acıbadem Sağlık Grubu aufzulösen. Es wird vermutet, dass die problematische Beziehung (während des Manipulationsverdachtes 2011 im Fußball) zwischen Fenerbahce SK und dem Vorstandsvorsitzenden der Acıbadem Sağlık Grubu, Mehmet Ali Aydınlar, der auch gleichzeitig der türkische Fußballverbandspräsident ist, dazu geführt hat, den Vertrag aufzulösen. Am 6. Oktober 2011 gaben Fenerbahçe SK und die Krankenhauskette Universal Hastaneler Grubu eine Kooperation bekannt, und verkündeten eine Zusammenarbeit für 3 Jahre. Diese Kooperation beinhaltet auch eine Umbenennung des Teams in Fenerbahçe Universal Bayan Voleybol Takımı.
Vereinsnamen:
- Fenerbahçe (1927–2007)
- Fenerbahçe Acıbadem (2007–2011)
- Fenerbahçe Universal (2011–2012)
- Fenerbahçe (2012–2014)
- Fenerbahçe Grundig (2014–2018)
- Fenerbahçe Opet (2018–)

## Vereinserfolge

### Erfolge (Türkei)
Istanbul Volleyballmeisterschaft (İstanbul Bayanlar Voleybol Ligi)
- Meister (10): 1955/56, 1956/57, 1957/58, 1958/59, 1960/61, 1967/68, 1968/69, 1970/71, 1971/72, 1972/73

Türkischer Meister (Türkiye Sampiyonluğu)
- Meister (13): 1956, 1957, 1958, 1959, 1960, 1968, 1969, 1972, 2009, 2010, 2011, 2015, 2017
- Vizemeister (8): 1961, 1973, 1975, 2007, 2008, 2014, 2016, 2021

Türkischer Volleyball-Supercup (Voleybol Bayanlar Süper Kupa)
- Sieger (3): 2009, 2010, 2015

Türkischer Volleyballpokal (Voleybol Bayanlar Türkiye Kupası)
- Pokalsieger (3): 2010, 2015, 2017
- Finalteilnahme (3): 2009, 2014, 2019

Türkische Volleyballmeisterschaft (Aroma Bayanlar Voleybol 1. Ligi)
- Meister (4): 2008/09, 2009/10, 2010/11, 2014/15
- Zweiter (2): 2006/07, 2007/08

### Erfolge (Ausland)
Europapokal der Landesmeister / Champions League
- Viertelfinale (1): 1968/69
- Zweiter (1): 2009/10
- Dritter (1): 2010/11
- Sieger  (1): 2011/12

Europapokal der Pokalsieger
- Viertelfinale (1): 1973/74

CEV-Pokal
- Dritter (1): 2008/09
- Zweiter (1): 2012/13
- Sieger  (1): 2013/14

Volleyball-Klubweltmeisterschaft
- Sieger  (1): 2010 in Doha-Katar
- Dritter (1): 2021 in Ankara-Türkei

### Weitere Erfolge
- Polisan Turnier (Polisan Turnuvası) (1): 2006
- Marmaris Turnier (Marmaris Turnuvası) (2): 2006, 2007